# Piazza dell'Ospitale (Trieste)
Piazza dell'Ospitale, erroneamente detta anche Piazza dell'Ospedale, è una delle piazze di Trieste, in Friuli-Venezia Giulia.

## Costruzione
Venne costruita come giardino esterno dell'Ospedale Maggiore, oltre a quello interno, ma successivamente l'area venne resa una strada carrabile con lo scopo di aiutare la circolazione dalla zona bassa di Viale Venti Settembre con la zona di Piazza del Perugino ed il relativo Viale Gabriele d'Annunzio.

## Corsie
La strada ha due corsie più una zona adibita a parcheggio a pettine. La corsia che va verso nord è adibita al transito di autobus e veicoli di soccorso, mentre la corsia in senso opposto è usata come semplice strada e può essere utilizzata normalmente senza nessun tipo di permesso.